# Andréi Alshán
Andréi Ígorevich Alshán –en ruso, Андрей Игоревич Альшан– (Bakú, 18 de marzo de 1960) es un deportista soviético que compitió en esgrima, especialista en la modalidad de sable.
Participó en los Juegos Olímpicos de Seúl 1988, obteniendo una medalla de plata en la prueba por equipos (junto con Serguei Mindirgasov, Mijail Burtsev, Gueorgui Pogosov y Serguei Koriazhkin).
Ganó 10 medallas en el Campeonato Mundial de Esgrima entre los años 1981 y 1991.

## Palmarés internacional
| Juegos Olímpicos   | Juegos Olímpicos           | Juegos Olímpicos  | Juegos Olímpicos  |
| Año                | Lugar                      | Medalla           | Prueba            |
| ------------------ | -------------------------- | ----------------- | ----------------- |
| 1988               | Seúl (Corea del Sur)       | Medalla de plata  | Sable por equipos |
| Campeonato Mundial |                            |                   |                   |
| Año                | Lugar                      | Medalla           | Prueba            |
| 1981               | Clermont-Ferrand (Francia) | Medalla de plata  | Sable por equipos |
| 1982               | Roma (Italia)              | Medalla de plata  | Sable individual  |
| 1982               | Roma (Italia)              | Medalla de bronce | Sable por equipos |
| 1983               | Viena (Austria)            | Medalla de oro    | Sable por equipos |
| 1985               | Barcelona (España)         | Medalla de oro    | Sable por equipos |
| 1986               | Sofía (Bulgaria)           | Medalla de oro    | Sable por equipos |
| 1987               | Lausana (Suiza)            | Medalla de oro    | Sable por equipos |
| 1989               | Denver (Estados Unidos)    | Medalla de oro    | Sable por equipos |
| 1990               | Lyon (Francia)             | Medalla de oro    | Sable por equipos |
| 1991               | Budapest (Hungría)         | Medalla de plata  | Sable por equipos |